# 小行星7584
小行星7584（英語：7584 Ossietzky）是一颗围绕太阳公转的小行星。1991年4月9日，佛蒙特·伯根在陶腾堡发现了此天体。
这颗小行星的绝对星等为344.17350等。